# Fernanda Ovalle Cáceres
Fernanda Ovalle Cáceres (Providencia, Chile; 4 de junio de 2003) es una basquetbolista chilena, que ocupa la posición de base. Durante el 2024, juega para el Club Deportivo Escuela Alemana y representa a la selección de baloncesto adulta femenina en torneos 3x3 y 5x5.

## Carrera
En sus inicios, se adentró en el mundo del baloncesto tras inscribirse en el taller de dicho deporte en el colegio The Kent School. Por su progreso, fue inscrita en el club Universitarios de Chile femenino, en donde, por sus actuaciones y con 14 años, terminó siendo nominada a representar a la selección nacional en el Sudamericano femenino Sub-14 siendo elegida como la MVP. Al cumplir 15 fue seleccionada nuevamente para representar al país en el mismo torneo en modalidad Sub-15, donde terminó ganando el premio MVP por segunda vez. A los 16 años fue seleccionada para participar en la NBA Academy, en donde posteriormente fue reclutada por la Montverde Academy Basketball. A los 18 años, cumple un hito histórico al ser fichada por la Xavier University en Estados Unidos, convirtiéndose así en la primera chilena en competir en la NCAA femenina de básquetbol. A los 20 años volvió a Chile para competir en la Liga Nacional en nombre del Club Universidad de Chile. Durante el 2024 se encuentra compitiendo en la Liga Nacional bajo el Club Deportivo Escuela Alemana.

## Selección nacional
Debutó en la selección absoluta a los 14 años en la sub-14 en el año 2017, selección con la que logró coronarse con el premio MVP de dicho torneo. El año siguiente participó en el mismo torneo en la categoría sub-15, en esta ocasión logró obtener el premio MVP nuevamente.

### Participaciones
| Año  | Torneo                                         | Sede      |
| ---- | ---------------------------------------------- | --------- |
| 2017 | Sudamericano Femenino Sub-14                   | Colombia  |
| 2018 | Sudamericano Femenino Sub-15                   | Chile     |
| 2018 | Campeonato FIBA Américas Femenino Sub-18       | México    |
| 2019 | Campeonato FIBA Américas Femenino Sub-16       | Chile     |
| 2022 | Campeonato Sudamericano de Baloncesto Femenino | Argentina |
| 2024 | Campeonato Sudamericano de Baloncesto Femenino | Chile     |

## Clubes
- Club de Básquetbol The Kent School
- Club Universitarios de Chile
- Montverde Academy Basketball
- Xavier University
- Club Universidad de Chile
- Club Deportivo Escuela Alemana

## Estadísticas
| Año de evento                                          | PJ | PPP  | RPP  | APP |
| ------------------------------------------------------ | -- | ---- | ---- | --- |
| Sudamericano Femenino Sub-15 de 2018                   | 5  | 17.6 | 10.2 | 2.4 |
| Campeonato FIBA Américas Femenino Sub-18 de 2018       | 6  | 12.2 | 4.3  | 1   |
| Campeonato FIBA Américas Femenino Sub-16 de 2019       | 6  | 17.8 | 13   | 1.3 |
| Campeonato Sudamericano de Baloncesto Femenino de 2022 | 5  | 11.6 | 5.6  | 0.2 |
| Campeonato Sudamericano de Baloncesto Femenino de 2024 | 6  | 12.8 | 6.8  | 2.3 |

Leyenda:
- PJ: Partidos jugados
- PPP: Puntos por partido
- RPP: Rebote por partido
- APP: Asistencia por partido

## Logros

### Títulos internacionales de selección
- Medalla de oro Sudamericano Sub-14 en el año 2017
- Medalla de oro Sudamericano Sub-15 en el año 2018
- Medalla de bronce Sudamericano Sub-16 en el año 2019

### Galardones personales
- MVP Sudamericano Sub-14 en el año 2017[4]
- MVP Sudamericano Sub-15 en el año 2018[5]